# Litija
Litija est une commune du centre de la Slovénie située dans la région de la Basse-Carniole juste à l’est de la capitale Ljubljana.

## Géographie
La commune est traversée par la rivière Save. Son nom proviendrait du nom latin litus qui signifie « lit de rivière ».

### Villages
Les villages qui composent la commune sont Berinjek, Bistrica, Bitiče, Boltija, Borovak pri Polšniku, Breg pri Litiji, Brezje pri Kumpolju, Brezovo, Brglez, Cirkuše, Čateška Gora, Čeplje, Dobje, Dobovica, Dole pri Litiji, Dolgo Brdo, Gabrovka, Gabrska Gora, Gobnik, Golišče, Gorenje Jelenje, Gornje Ravne, Hohovica, Hude Ravne, Javorje pri Gabrovki, Jelenska Reber, Jesenje, Jevnica, Ježevec, Kal pri Dolah, Kamni Vrh, Kandrše, Klanec pri Gabrovki, Klenik, Konj, Konjšica, Kresnice, Kresniške Poljane, Kresniški Vrh, Kržišče pri Čatežu, Kumpolje, Laze pri Gobniku, Laze pri Vačah, Leše, Litija, Ljubež v Lazih, Lukovec, Magolnik, Mala Goba, Mala Sela, Mamolj, Moravče pri Gabrovki, Moravška Gora, Nova Gora, Okrog, Pečice, Podbukovje pri Vačah, Podpeč pod Skalo, Podšentjur, Pogonik, Polšnik, Ponoviče, Potok pri Vačah, Prelesje, Prevale, Preveg, Preženjske Njive, Radgonica, Ravne, Renke, Ribče, Ržišče, Sava, Selce, Slavina, Slivna, Sopota, Spodnje Jelenje, Spodnji Hotič, Spodnji Log, Stranski Vrh, Strmec, Suhadole, Širmanski Hrib, Široka Set, Šumnik, Tenetiše, Tepe, Tihaboj, Tlaka, Tolsti Vrh, Vače, Velika Goba, Velika Preska, Veliki Vrh pri Litiji, Vernek, Vodice pri Gabrovki, Vovše, Zagorica, Zagozd, Zapodje, Zavrh, Zglavnica, Zgornja Jevnica, Zgornji Hotič et Zgornji Log.

## Démographie
Entre 1999 et 2002, la population de la commune de Litija était proche de 19 000 habitants avant de tomber à environ 15 000 habitants à la suite d'une réorganisation territoriale de la commune en 2003. La population communale est ensuite restée assez stable sur la période 2003 - 2021.
Évolution démographique
| 1999   | 2000   | 2001   | 2002   | 2003   | 2004   | 2005   | 2006   | 2007   |
| ------ | ------ | ------ | ------ | ------ | ------ | ------ | ------ | ------ |
| 19 168 | 19 249 | 19 381 | 19 524 | 14 382 | 14 453 | 14 508 | 14 529 | 14 620 |
| 2008   | 2009   | 2010   | 2011   | 2012   | 2013   | 2014   | 2015   | 2016   |
| 14 698 | 14 529 | 14 739 | 14 863 | 14 900 | 15 017 | 15 054 | 15 064 | 15 099 |
| 2017   | 2018   | 2019   | 2020   | 2021   |        |        |        |        |
| 15 215 | 15 317 | 15 356 | 15 499 | 15 743 |        |        |        |        |